# تدخين اللحوم

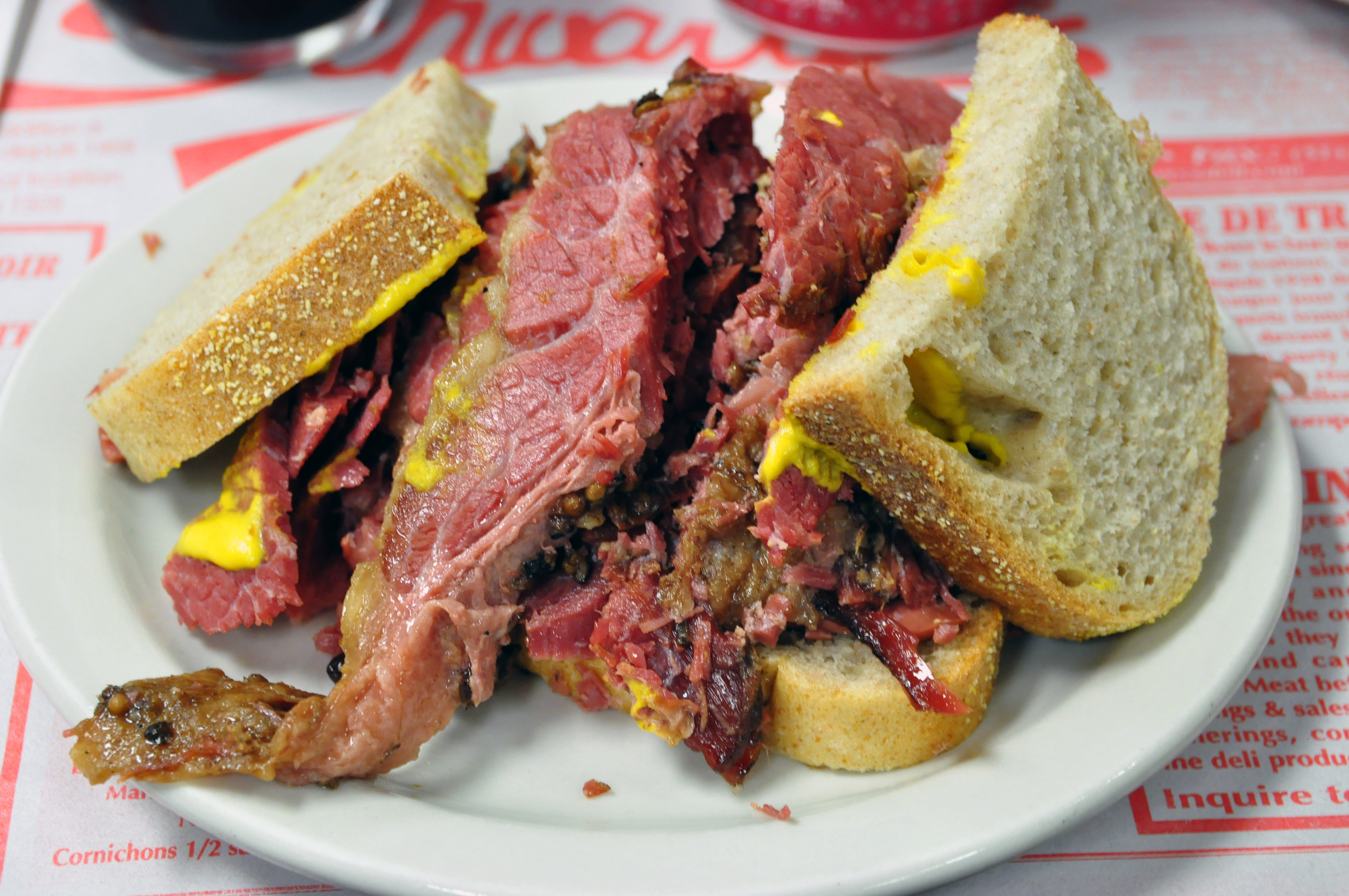
شطيرة لحم مدخن من مونتريال.

تدخين اللحوم أو المدخنات هي طريقة خاصة ومميزة فيها ينضج اللحم على حرارة الدخان وليس بحرارة النار وهي عبارة عن تعريض اللحوم لبعض أنواع الادخنة الناتجة عن حرق بعض أنواع الاخشاب والتي لها تأثير قاتل ومطهر للميكروبات وتكسب اللحوم طعم مميز ويتم التدخين داخل غرفة مغلقة في درجة حرارة منخفضة، وببطء فالتدخين هو أقدم طرق طبخ اللحوم، وهي طريقة كانت تحول دائما دون تلف اللحوم في فترة ما قبل الأجهزة الكهربائية. وهناك نوعان من التدخين هما:

## التدخين الحار
اللحم على تماس مباشر مع الدخان الذي تتراوح حرارته بين 60-90 درجة مئوية، وهي درجة حرارة تحفظ طزاجة ونكهة اللحم لفترة طويلة بعد أن يبرد اللحم. يذكر أن نارا من أخشاب مختلفة تعطي لحما مدخنا بنكهات مختلفة، هنا يجب الانتباه إلى أن خشب الزيتون الأخضر يمنح طعما مرا للحم المدخن، في حين تمنح أخشاب التفاح والكرز طعما مع نكهة ببعض الحلاوة.

## التدخين البارد
في هذا النوع من تدخين اللحوم يتم الفصل بين موقدة النار وبين الطبقة التي يتواجد اللحم بها. يبرد الدخان بدرجة حرارة 40 مئوية، وهنا لا يتم طبخ اللحم، إنما تبقى الرائحة والطعم فقط. والتدخين بهذه الطريقة بطيء وقد يستغرق عدة أيام والعملية متعلقة بحجم كتلة اللحم التي نريد تدخينها.